# Benito Boniato, estudiante de bachillerato
Benito Boniato, estudiante de bachillerato fue una serie de historietas creada por los Fresno para la revista Zipi y Zape, de Editorial Bruguera en 1977.

## Trayectoria editorial
Benito Boniato, estudiante de bachillerato fue uno de los personajes más populares de Carlos y Luis Fresno, publicándose en varias revistas de la editorial y gozando de varios álbumes recopilatorios en las colecciones Olé! y Súper humor. Varias de sus historietas eran, además, de largo aliento, como El héroe del cómic (1982).

## Valoración
El crítico Antonio Guiral busca las razones del éxito de Benito Boniato en la conexión que los hermanos Fresno supieron entablar con sus lectores. No en vano tenían todavía cercana su época estudiantil cuando crearon la serie. Su estilo gráfico era, además, muy cuidado, con claras reminiscencias de André Franquin.